# Nathan East

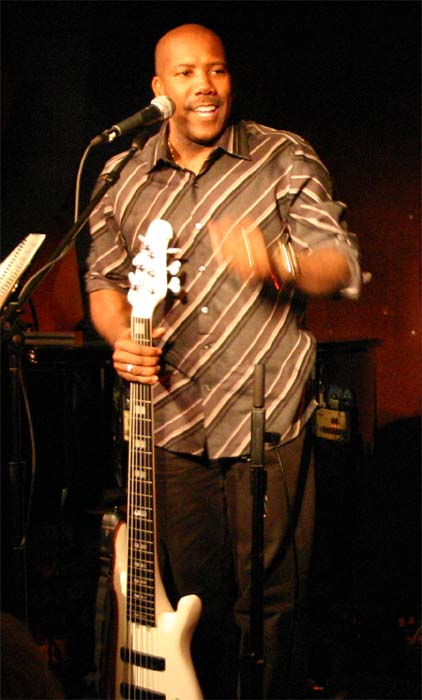
Nathan East (2007)

Nathan Harrell East (* 8. Dezember 1955 in Philadelphia) ist Bassist der Jazzband Fourplay und hat mit diversen Größen der Rock-, Blues-, Pop- und Jazz-Szene als Studio- und Live-Musiker zusammengearbeitet, unter anderem mit Barry White, Lionel Richie, Whitney Houston, Al Jarreau, Eric Clapton, Mark Knopfler, Kenny Loggins, Phil Collins, George Harrison, Babyface, Eros Ramazzotti, Daft Punk, Herbie Hancock, Toto und Michael Jackson.

## Werdegang
Aufgewachsen ist Nathan East als eines von sieben Kindern einer musikalischen Familie. Seine beiden jüngeren Brüder James und Marcel sind ebenfalls professionelle Musiker.
Nathan begann als erstes Instrument Cello zu spielen. Mit 14 Jahren wechselte er zum E-Bass. Diesen spielt er meist in der 5- oder 6-saitigen Version. Hin und wieder ist er außerdem als (Background-)Sänger zu hören.
1989 spielte er mit Peter Gabriel auf dem Soundtrack-Album Passion: Music for The Last Temptation of Christ zu dem Spielfilm Die letzte Versuchung Christi von Martin Scorsese von 1988.
Im Laufe seiner Karriere nahm East bei verschiedenen Künstlern mehrfach die Vertreterrolle von Leland Sklar als Live-Bassist ein. So spielte er Ende der 1990er Jahre bei Phil Collins im Rahmen der Live and Loose Tour, nachdem Sklar jahrelang ein festes Mitglied dessen Liveband gewesen war. Bei Collins Abschiedstournee (The First Farewell Tour) spielte schließlich wieder Sklar den Bass.
Nachdem Sklar 2007 bei Toto den erkrankten Bassisten Mike Porcaro vertreten hatte, übernahm East wiederum die Rolle von Sklar bei Totos kurzen Tourneen in den Jahren 2010 bis 2013. Auf der „Toto Live In Poland – 35th Anniversary“-Aufnahme ist er ebenfalls am Bass.

## Diskografie

### Studioalben
| Jahr | Titel Musiklabel                       | Höchstplatzierung, Gesamtwochen, AuszeichnungChartplatzierungen (Jahr, Titel, Musiklabel, Platzierungen, Wochen, Auszeichnungen, Anmerkungen) | Höchstplatzierung, Gesamtwochen, AuszeichnungChartplatzierungen (Jahr, Titel, Musiklabel, Platzierungen, Wochen, Auszeichnungen, Anmerkungen) | Höchstplatzierung, Gesamtwochen, AuszeichnungChartplatzierungen (Jahr, Titel, Musiklabel, Platzierungen, Wochen, Auszeichnungen, Anmerkungen) | Höchstplatzierung, Gesamtwochen, AuszeichnungChartplatzierungen (Jahr, Titel, Musiklabel, Platzierungen, Wochen, Auszeichnungen, Anmerkungen) | Höchstplatzierung, Gesamtwochen, AuszeichnungChartplatzierungen (Jahr, Titel, Musiklabel, Platzierungen, Wochen, Auszeichnungen, Anmerkungen) | Anmerkungen                           |
| Jahr | Titel Musiklabel                       | DE | AT | CH | UK | US | Anmerkungen                           |
| ---- | -------------------------------------- | --- | --- | --- | --- | --- | ------------------------------------- |
| 2014 | Nathan East Yamaha Entertainment Group | — | — | — | — | US193 (1 Wo.)US | Erstveröffentlichung: 25. März 2014   |
| 2017 | Reverence Yamaha Entertainment Group   | — | — | — | — | — | Erstveröffentlichung: 20. Januar 2017 |

### Kollaboalben
| Jahr | Titel Musiklabel                        | Höchstplatzierung, Gesamtwochen, AuszeichnungChartplatzierungen (Jahr, Titel, Musiklabel, Platzierungen, Wochen, Auszeichnungen, Anmerkungen) | Höchstplatzierung, Gesamtwochen, AuszeichnungChartplatzierungen (Jahr, Titel, Musiklabel, Platzierungen, Wochen, Auszeichnungen, Anmerkungen) | Höchstplatzierung, Gesamtwochen, AuszeichnungChartplatzierungen (Jahr, Titel, Musiklabel, Platzierungen, Wochen, Auszeichnungen, Anmerkungen) | Höchstplatzierung, Gesamtwochen, AuszeichnungChartplatzierungen (Jahr, Titel, Musiklabel, Platzierungen, Wochen, Auszeichnungen, Anmerkungen) | Höchstplatzierung, Gesamtwochen, AuszeichnungChartplatzierungen (Jahr, Titel, Musiklabel, Platzierungen, Wochen, Auszeichnungen, Anmerkungen) | Anmerkungen                                            |
| Jahr | Titel Musiklabel                        | DE | AT | CH | UK | US | Anmerkungen                                            |
| ---- | --------------------------------------- | --- | --- | --- | --- | --- | ------------------------------------------------------ |
| 2015 | The New Cool Yamaha Entertainment Group | — | — | — | — | — | Erstveröffentlichung: 18. September 2015 mit Bob James |

### Autorenbeteiligungen
| Jahr | Titel Interpretation                        | Höchstplatzierung, Gesamtwochen, AuszeichnungChartplatzierungen (Jahr, Titel, Interpretation, Platzierungen, Wochen, Auszeichnungen, Anmerkungen) | Höchstplatzierung, Gesamtwochen, AuszeichnungChartplatzierungen (Jahr, Titel, Interpretation, Platzierungen, Wochen, Auszeichnungen, Anmerkungen) | Höchstplatzierung, Gesamtwochen, AuszeichnungChartplatzierungen (Jahr, Titel, Interpretation, Platzierungen, Wochen, Auszeichnungen, Anmerkungen) | Höchstplatzierung, Gesamtwochen, AuszeichnungChartplatzierungen (Jahr, Titel, Interpretation, Platzierungen, Wochen, Auszeichnungen, Anmerkungen) | Höchstplatzierung, Gesamtwochen, AuszeichnungChartplatzierungen (Jahr, Titel, Interpretation, Platzierungen, Wochen, Auszeichnungen, Anmerkungen) | Anmerkungen                             |
| Jahr | Titel Interpretation                        | DE | AT | CH | UK | US | Anmerkungen                             |
| ---- | ------------------------------------------- | --- | --- | --- | --- | --- | --------------------------------------- |
| 1984 | Easy Lover Philip Bailey feat. Phil Collins | DE5 (17 Wo.)DE | AT21 (10 Wo.)AT | CH8 (11 Wo.)CH | UK1 Platin · (12 Wo.)UK | US2 Gold · (23 Wo.)US | Erstveröffentlichung: 21. November 1984 |

### Weiteres
East ist unter anderem auf folgenden Aufnahmen vertreten:
- Lionel Richie: "Endless Love"
- Kenny Loggins: "Footloose"
- George Harrison: Live in Japan
- Babyface: MTV Unplugged in NYC 1997
- Eric Clapton: Journeyman, 24 Nights, Unplugged, Reptile, One More Car, One More Rider, Crossroads Guitar Festival 2004, Me and Mr. Johnson, Sessions for Robert J, The Breeze – An Appreciation of JJ Cale, Slowhand at 70 – Live at the Royal Albert Hall, "The Lady in the Balcony: Lockdown Sessions"
- Phil Collins: "Dance into the Light"
- Daft Punk: "Get Lucky"
- Joe Cocker: "Civilized Man"